# 2. Deutsche Volleyball-Bundesliga 1984/85 (Männer)
Die Saison 1984/85 der 2. Volleyball-Bundesliga der Männer war die elfte Ausgabe dieses Wettbewerbs.

## 2. Bundesliga Nord
Meister und Aufsteiger in die 1. Bundesliga wurde der MTV Celle. Absteigen mussten der VfL Lintorf und der Dürener TV.

### Mannschaften
In dieser Saison spielten folgende zehn Mannschaften in der 2. Bundesliga Nord der Männer:
- Post SV Berlin
- MTV Celle
- Dürener TV
- VfL Lintorf
- TV Menden
- Moerser TV
- USC Münster
- 1. SC Norderstedt
- GSV Osnabrück
- TVK Wattenscheid

Absteiger aus der 1. Bundesliga war der 1. SC Norderstedt. Aus der Regionalliga stiegen der VfL Lintorf (Nord) sowie der Moerser TV und der TV Menden (West) auf.

### Tabelle
|                         | Verein          | Spiele | Punkte | Sätze |
| ----------------------- | --------------- | ------ | ------ | ----- |
| 1.                      | Celle           | 18     | 34:2   | 51:7  |
| 2.                      | Osnabrück       | 18     | 28:8   | 47:20 |
| 3.                      | Moers (N)       | 18     | 22:14  | 39:32 |
| 4.                      | Post Berlin     | 18     | 22:14  | 38:32 |
| 5.                      | Norderstedt (A) | 18     | 22:14  | 38:33 |
| 6.                      | Münster         | 18     | 18:18  | 37:37 |
| 7.                      | Menden (N)      | 18     | 14:22  | 30:42 |
| 8.                      | Wattenscheid    | 18     | 10:26  | 27:43 |
| 9.                      | Lintorf (N)     | 18     | 6:30   | 20:48 |
| 10.                     | Düren           | 18     | 4:32   | 18:51 |
| Stand: Abschlusstabelle |                 |        |        |       |

|     | Aufsteiger in die Bundesliga    |
|     | Absteiger in die Regionalliga   |
| (A) | Absteiger aus der 1. Bundesliga |
| (N) | Aufsteiger aus der Regionalliga |

## 2. Bundesliga Süd
Meister und Aufsteiger in die 1. Bundesliga wurde der ASV Dachau. Absteiger in die Regionalliga waren der ESV Mannheim und die SG Rodheim.

### Mannschaften
In dieser Saison spielten folgende zehn Mannschaften in der 2. Bundesliga Süd der Männer:
- TV Aschaffenburg
- ASV Dachau
- Orplid Darmstadt
- SSG Etzbach
- Orplid Frankfurt
- TuS Kriftel
- ESV Mannheim
- TSV Ottobrunn
- SG Rodheim
- VfL Sindelfingen

Absteiger aus der 1. Bundesliga war Orplid Frankfurt. Aus der Regionalliga stiegen der TV Aschaffenburg und der TuS Kriftel (Südwest) sowie der TSV Ottobrunn (Süd) auf.

### Tabelle
|                         | Verein            | Spiele | Punkte | Sätze |
| ----------------------- | ----------------- | ------ | ------ | ----- |
| 1.                      | Dachau            | 18     | 34:2   | 53:8  |
| 2.                      | Etzbach           | 18     | 26:10  | 45:31 |
| 3.                      | Darmstadt         | 18     | 22:14  | 41:30 |
| 4.                      | Sindelfingen      | 18     | 20:16  | 40:32 |
| 5.                      | Frankfurt (A)     | 18     | 20:16  | 37:31 |
| 6.                      | Ottobrunn (N)     | 18     | 14:22  | 32:37 |
| 7.                      | Aschaffenburg (N) | 18     | 14:22  | 28:40 |
| 8.                      | Kriftel (N)       | 18     | 14:22  | 25:46 |
| 9.                      | Mannheim          | 18     | 12:24  | 28:43 |
| 10.                     | Rodheim           | 18     | 4:32   | 19:50 |
| Stand: Abschlusstabelle |                   |        |        |       |

|     | Aufsteiger in die Bundesliga    |
|     | Absteiger in die Regionalliga   |
| (A) | Absteiger aus der 1. Bundesliga |
| (N) | Aufsteiger aus der Regionalliga |